# Ryszard Piec
Ryszard Piec (Świętochłowice, 17 agosto 1913 – Świętochłowice, 24 gennaio 1979) è stato un calciatore polacco, di ruolo attaccante.
Era il fratello maggiore di Wilhelm, anch'egli calciatore.

## Carriera
Con la Nazionale polacca prese parte ai giochi olimpici del 1936 ed al campionato del mondo 1938.